# Lola Balbuena i Esparza
Lola Balbuena Esparza (Sabadell, Vallès Occidental, 20 de març de 1959) és una nedadora catalana.
Membre del Club Natació Sabadell, va ser campiona de Catalunya en catorze ocasions i d'Espanya en onze; destacà en les proves de 200 m lliure i de relleus 4x100 m lliure i 4x100 m estils. També va batre els rècords estatals de 100, 200 i 1.500 m lliures i 200 m estils. Internacional amb la selecció espanyola de natació, va participar en els Campionats d'Europa de 1974 i en els Jocs Mediterranis de l'Alguer 1975. Posteriorment, ha participat en els Campionats de Catalunya i d'Espanya màsters.

## Palmarès
- 10 campionats de Catalunya de natació[3]

- 2 en 100 m lliures: 1974, 1976
- 1 en 200 m lliures: 1974
- 2 en 200 m estils: 1974, 1976
- 1 en 400 m estils: 1974
- 1 en 4x100 m lliures: 1976
- 1 en 4x100 m estils: 1971

- 4 campionats de Catalunya d'hivern de natació[4]

- 1 en 100 m lliures: 1975
- 1 en 200 m lliures: 1975
- 1 en 400 m lliures: 1975
- 1 en 4x100 m lliures: 1974

- 10 campionats d'Espanya de natació
  - 1 en 100 m lliures: 1974
  - 2 en 200 m lliures: 1973, 1974
  - 2 en 4x100 m lliures: 1972, 1974
  - 3 en 4x100 m estils: 1972, 1973, 1974
  - 2 Campionat d'Espanya d'hivern en 200 m lliures: 1974, 1976